# Vitória FC (Riboque)
Vitória Futebol Clube do Riboque (forro: Viˈtɔɾiɐ Futɨˈbɔɫˈ Klub(ɨ) du Ribɔk) és un equip de futbol de São Tomé i Príncipe que participa en el Campionat de São Tomé i Príncipe de futbol, la major lliga de futbol al país. És un dels més vells de la lliga, creat en 1976 a la ciutat de Riboque, al districte d'Água Grande de l'illa de São Tomé. Tenen un grup d'afeccionats conegut com a VIII Exército. Les seves oficines es troben a l'Avenida Geovany a Riboque. El club és l'únic de les illes que no ha baixat de categoria.
Juga com a local a l'Estádio Nacional 12 de Julho com el Sporting Praia Cruz, Aliança Nacional i Andorinha.

## Història
El nom és idèntic al del club mare, el portuguès Vitória de Setúbal. És l'únic club del país afiliat al Vitória Setúbal, altres afiliats a Àfrica, com el Vitória de Santiago (o FC de Praia) amb base a Cap Verd i el Vitória FC de Luanda a Angola.
L'equip ha guanyat cinc títols de campionat nacional i set títols locals. El primer va ser també el primer de la nació a guanyar un títol després de la independència el 1977 i el primer equip a guanyar els tres primers títols consecutivament, fins a l'any 1980, va ser l'únic club que va guanyar títols nacionals i d'Água Grande. El seu darrer títol va ser guanyat el 2011. Vitória va tenir la major quantitat de títols regionals i nacionals fins a l'any 2013 quan l'Sporting Praia Cruz ho va compartir, el 2015, el club es va convertir en el segon posseïdor del major nombre de títols. darrere de Sporting Praia Cruz. L'equip també va guanyar els cinc primers títols del mateix any i va aconseguir sis títols de títols, el primer va ser a El 1984 i el seu últim va ser el 2011 i el club té els títols nacionals més guanyats.
El club va celebrar el seu desè aniversari el 1986 i el 25 aniversari del 2001.

## Palmarèss
Nacional:
- Campionat de São Tomé i Príncipe de futbol: 5

1977, 1978, 1979, 1986, 1989
- Taça Nacional de São Tomé e Principe: 8

1984, 1985, 1986, 1989, 1990, 1999, 2007, 2011
- Supertaça de São Tomé e Príncipe: 1

2011
Regional:
- Lliga de São Tomé de futbol: 6

1977, 1978, 1979, 1986, 1989, 2011
- Taça Regional de São Tomé: 5

1985, 1986, 2001, 2007, 2011

## Resultat del campionat entre illes
| Temporada | Divisió | Posició | Jugats | Guanya | Empata | Perd | GF | GC | GD  | Punts | Copa      | Qualificació/descens                 |
| --------- | ------- | ------- | ------ | ------ | ------ | ---- | -- | -- | --- | ----- | --------- | ------------------------------------ |
| 2011      | 2       | 1       | 21     | 15     | 2      | 4    | 35 | 15 | +20 | 47    | Guanyador | Classificat per la Lliga de Campions |
| 2012      | 2       | 4       | 18     | 8      | 3      | 7    | 23 | 18 | +5  | 27    |           |                                      |
| 2013      | 2       | 3       | 18     | 9      | 4      | 5    | 24 | 20 | +4  | 24    |           |                                      |
| 2014      | 2       | 4       | 18     | -      | -      | -    | -  | -  | -   | -     |           |                                      |
| 2015      | 2       |         | 18     | -      | -      | -    | -  | -  | -   | -     |           |                                      |